# Tratado de Punakha

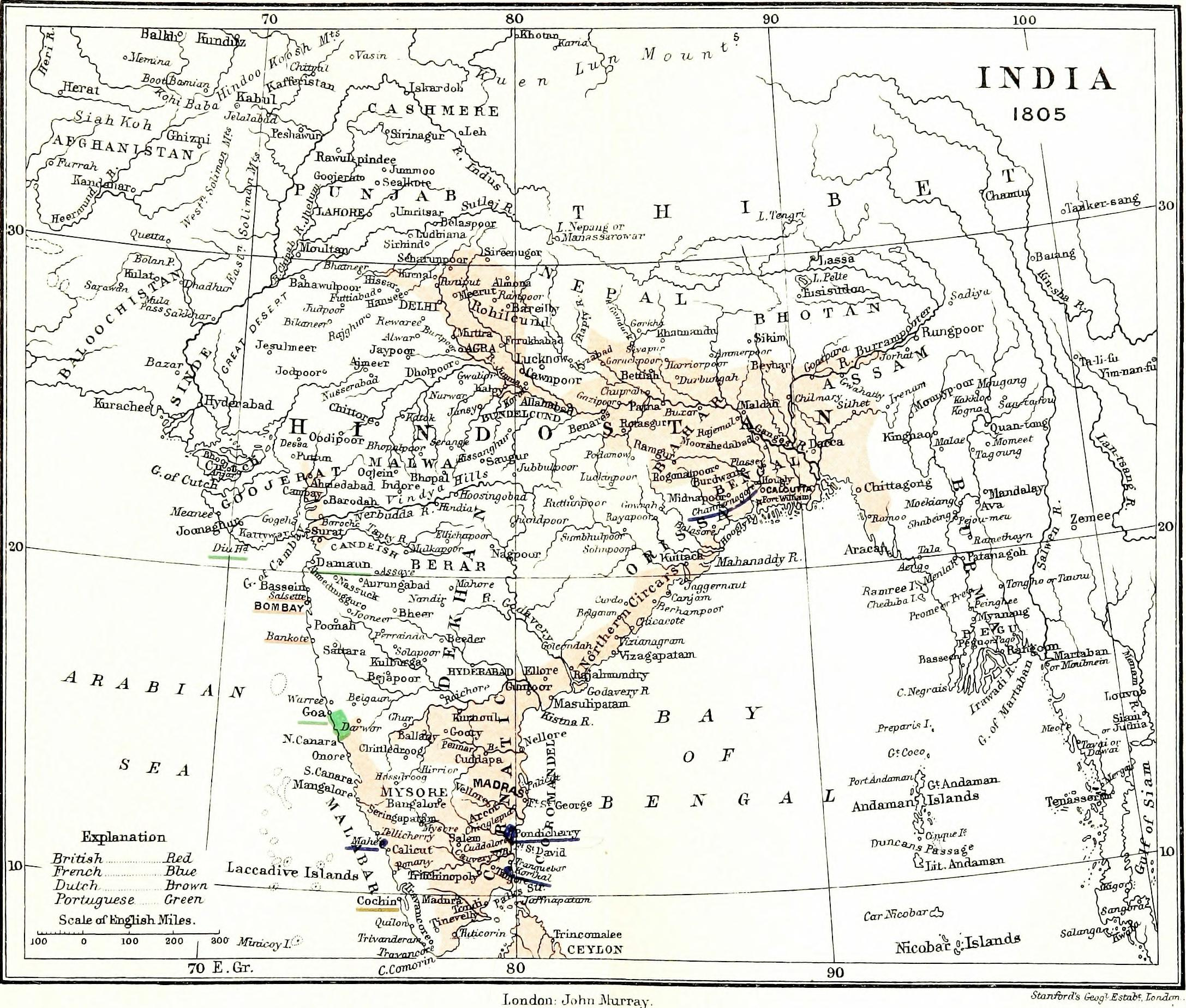
Mapa de la expansión del dominio británico en la India en 1910.

El Tratado de Punakha fue concertado en el año 1910 entre Bután y el Gobierno Británico de la India en el que se proclamaba el acuerdo por parte de la India británica a no formar parte en ningún asunto interno butanés.

## Historia

### Antecedentes
Con el beneplácito británico, Ugyen Wangchuck fue nombrado el primer rey hereditario en 1907, en sustitución del gobernante temporal.

### El tratado

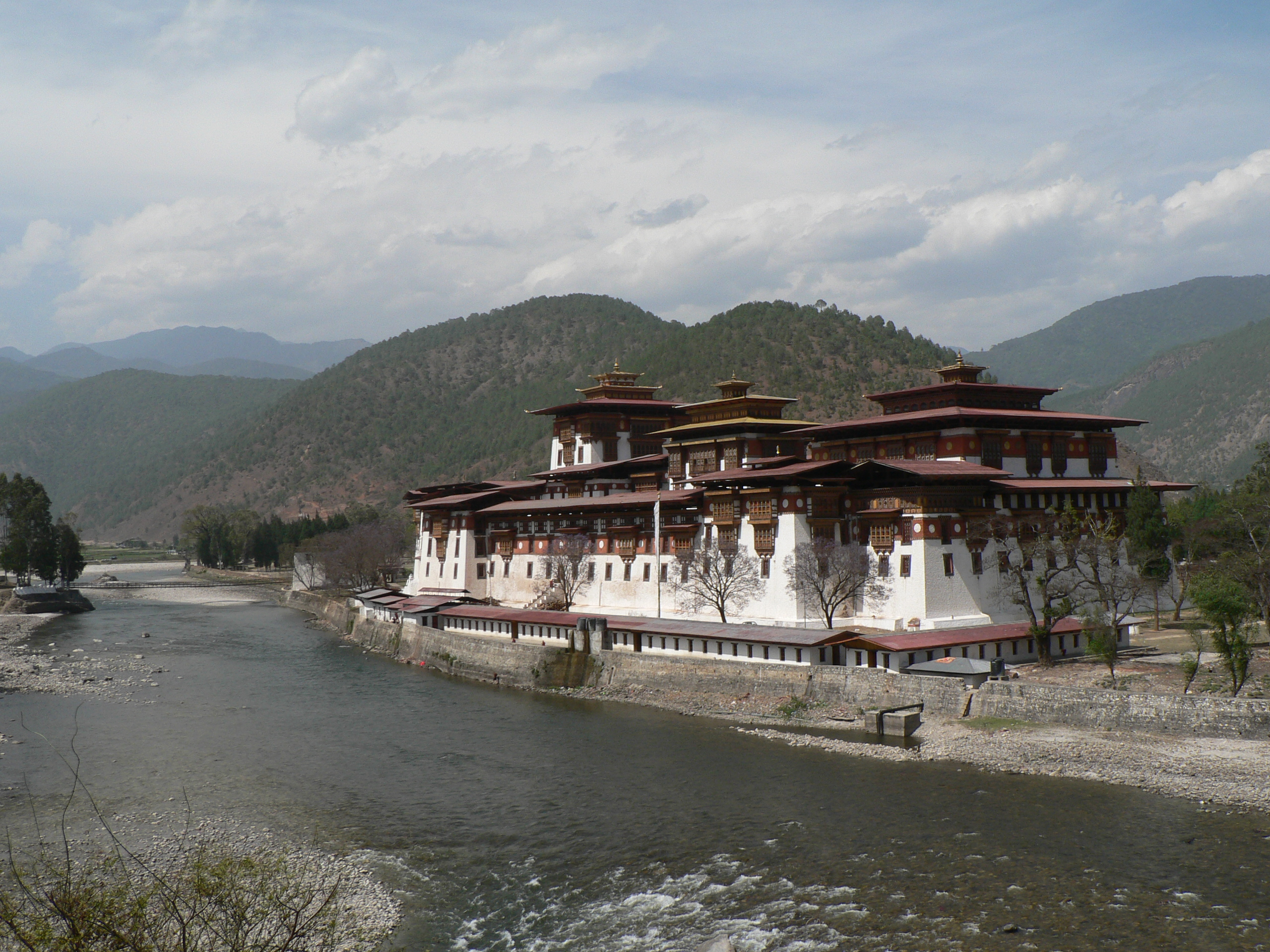
Vista del monasterio de Punakha Dzong, donde se firmó el Tratado de Punakha.

En 1910, el Tratado de Punakha fue concertado entre el Gobierno británico indio y el país de Bután, en el que se acordó explícitamente a no formar parte en ningún asunto interno que ocurriese por la parte de Bután. Los Butaneses, por su parte, aceptarón la orientación británica en el manejo de los asuntos exteriores, un papel que India asumió tras 1947. Un oficial indo-butanés con el acuerdo concluido en 1949, reafirmó y amplió este Tratado de Punakha. Además de aumentar el subsidio anual de Bután consiguió para el país 83 km² (unas 32 millas cuadradas) de territorio alrededor de Dewangiri (conquistado por los británicos en 1865), y consiguió que la India fuese el responsable de la defensa de Bután y las comunicaciones estratégicas, comprometiéndose esta última en evitar interferir.

### Consecuencias
En 1959, el pueblo chino publicó unos mapas en las que aparecía la frontera del Himalaya con el sur de Asia apareciendo como parte de China un territorio reclamado por Bután, además de que las autoridades chinas afirmaron también que Bután pertenecía a una parte del Tíbet. Como respuesta a esta posible amenaza, el primer ministro indio, Jawaharlal Nehru, advirtió a China que un ataque a Bután sería considerado un acto de guerra contra la India. Los enfrentamientos acontecidos entre India y China en las regiones fronterizas vecinas en otoño de 1962 no violaron las fronteras de Bután.
En abril de 1964, durante un largo tiempo, el primer ministro Jigme Dorji fue asesinado, dejando al descubierto las fisuras entre la élite gobernante. Los conspiradores que fueron capturados fueron ejecutados, entre los que se encontraban el comandante adjunto del ejército, En la década de 1960, el avance hacia la modernización de Bután y el fin de su aislamiento, aceleraron los planes económicos elaborados y suscritos por la India.